# Martina Arduino
Martina Arduino (Moncalieri, 4 settembre 1996) è una danzatrice italiana, prima ballerina del Corpo di Ballo del Teatro alla Scala dal 2018.

## Biografia
Nata nel torinese, intraprende lo studio della danza classica a Torino e nel 2007 viene ammessa alla Scuola di Ballo del Teatro alla Scala, da cui si diploma nel 2015.
Immediatamente dopo la fine degli studi viene scritturata dal corpo di ballo del Teatro alla Scala e l'anno seguente vince il Premio Danza&Danza come Interprete emergente. Già nel 2017 comincia ad interpretare ruoli da protagonista, quali Giulietta nel Romeo e Giulietta di Kenneth MacMillan con Claudio Coviello e Odette e Odile accanto a Nicola Del Freo nella riprese di Aleksej Ratmanskij dello storico allestimento de Il lago dei cigni con le coreografie di Marius Petipa e Lev Ivanov. Nell'aprile 2018 è proclamata prima ballerina della compagnia e durante il resto dell'anno aggiunge al suo repertorio i ruoli di Medora e Gulnare ne Le Corsaire (Holmes), Kitri nel Don Chisciotte (Nureev), l'amante di Lescaut in Manon (MacMillan) e la Fata Confetto ne Lo schiaccianoci (Balanchine).
Nel 2019 danza nella prima scaligera di Woolf Works (McGregor) accanto ad Alessandra Ferri e Federico Bonelli, è Aurora ne La bella addormentata (Nureev), la protagonista del Boléro di Maurice Béjart ed interpreta l'eponima protagonista in occasione della prima al Piermarini della Sylvia di Manuel Legris. Dopo aver vinto il premio come danzatore dell’anno sulla scena internazionale nella 48ª edizione del Premio Positano Léonide Massine nel 2020, nel 2021 ha ampliato il proprio repertorio con i ruoli di Olga in Madina (Bigonzetti), Nikiya ne La Bayadère (Nureev) e Smeraldi in Jewels (Balanchine). Sempre nel 2021 vince il Premio Nazionale Sfera D’Oro per la Danza e appare accanto a Coviello nel primo atto di Giselle, mentre nel secondo atto i ruoli dei due protagonisti sono stati danzati da Nicoletta Manni e Timofej Andrijashenko; il debutto completo come Giselle avviene l'anno seguente, accanto all'Albrecht di Del Freo. Nel 2022 debutta come Tat'jana nell'Onegin (Cranko) con Andrijashenko e danza nel ruolo di Clara accanto all'étoile ospite Jacopo Tissi nello Schiaccianoci di Nureev. Nel 2023 esordisce come Odette/Odile nell'allestimento di Nureev de Il lago dei cigni.
È fidanzata con Marco Agostino, collega primo ballerino della compagnia della Scala.